# Grenke Chess Classic
Il Grenke Chess Classic è un torneo di scacchi sponsorizzato dalla GRENKE Leasing che si svolge annualmente in Germania tra le città di Karlsruhe e Baden-Baden  durante la settimana di Pasqua.

## Regolamento
Si tratta di un torneo ad inviti, uno dei quali riservato al vincitore del Grenke Chess Open, nel 2019 il Torneo Open europeo con più partecipanti, dell'anno precedente.
Si gioca un girone all'italiana (la prima edizione è stata a doppio girone) con la cadenza di 100 minuti per le prime 40 mosse, poi 50 per le successive 20 e infine 15 per il resto della partita, con un abbuono di 30 secondi a mossa a partire dalla prima. 
In caso di arrivo a pari punti tra due giocatori sono previsti spareggi a gioco rapido (2 partite a 10+2), poi se necessari Blitz (2 a 5+2) e in caso ancora non ci sia un chiaro vincitore una Partita Armageddon. Per definire il resto della classifica vengono invece considerati come criteri 1°: numero di vittorie, 2°: numero di vittorie con il nero, 3°: scontro diretto.
I commentatori ufficiali sono stati il Grande Maestro tedesco Jan Gustafsson e il Grande Maestro ungherese Péter Lékó.
L'edizione 2024 si è giocata con durata gioco rapido.

## Albo d'oro
| Anno | Classic                | Open A            | Freestyle      |
| ---- | ---------------------- | ----------------- | -------------- |
| 2013 | Viswanathan Anand      |                   |                |
| 2014 | Arkadij Naiditsch      |                   |                |
| 2015 | Magnus Carlsen         |                   |                |
| 2016 | Non disputato          | Matthias Bluebaum |                |
| 2017 | Lewon Aronyan          | Nikita Vitiugov   |                |
| 2018 | Fabiano Caruana        | Vincent Keymer    |                |
| 2019 | Magnus Carlsen         | Daniel Fridman    |                |
| 2024 | Magnus Carlsen (Rapid) | Hans Niemann      |                |
| 2025 | Non disputato          | Aswath S          | Magnus Carlsen |

## Edizioni

### 2013

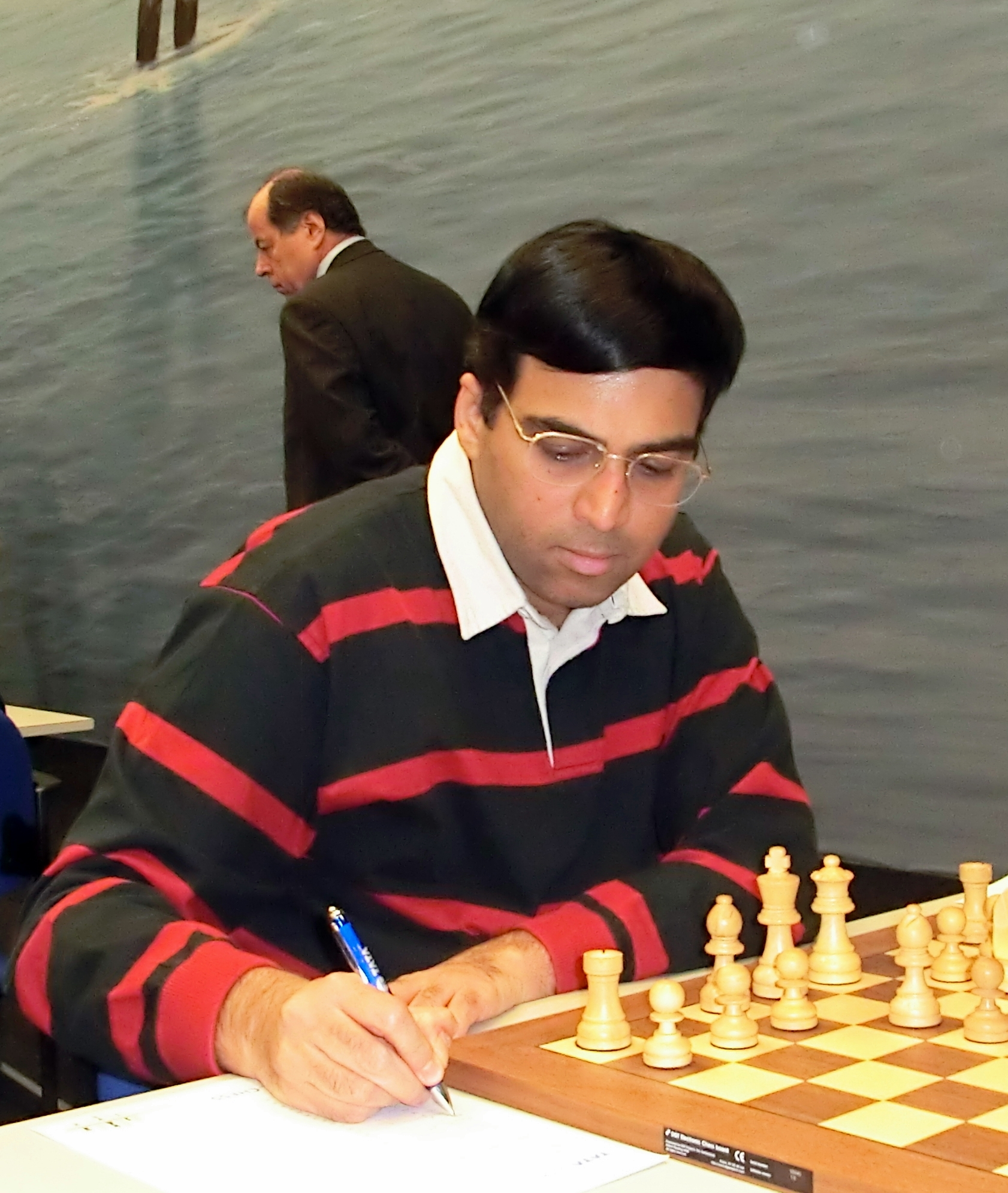
Viswanathan Anand nel 2013

Alla prima edizione hanno partecipato sei giocatori. Il vincitore è stato Viswanathan Anand davanti a Fabiano Caruana, ottenendo 6 1/2 e 6 punti rispettivamente.
| Posizione | Giocatore                  | Elo  | 1   | 2   | 3   | 4   | 5   | 6   | Punteggio | Vittorie |
| --------- | -------------------------- | ---- | --- | --- | --- | --- | --- | --- | --------- | -------- |
| 1         | India Viswanathan Anand    | 2780 | * * | ½ ½ | ½ ½ | ½ ½ | 1 1 | ½ 1 | 6½        | 3        |
| 2         | Italia Fabiano Caruana     | 2757 | ½ ½ | * * | 1 ½ | ½ 0 | 1 1 | ½ ½ | 6         | 3        |
| 3         | Germania Georg Meier       | 2640 | ½ ½ | 0 ½ | * * | ½ ½ | 0 1 | ½ 1 | 5         | 2        |
| 4         | Inghilterra Michael Adams  | 2725 | ½ ½ | ½ 1 | ½ ½ | * * | 0 ½ | ½ ½ | 5         | 1        |
| 5         | Germania Arkadij Naiditsch | 2716 | 0 0 | 0 0 | 1 0 | 1 ½ | * * | ½ 1 | 4         | 3        |
| 6         | Germania Daniel Fridman    | 2667 | ½ 0 | ½ ½ | ½ 0 | ½ ½ | ½ 0 | * * | 3½        | 0        |

### 2014

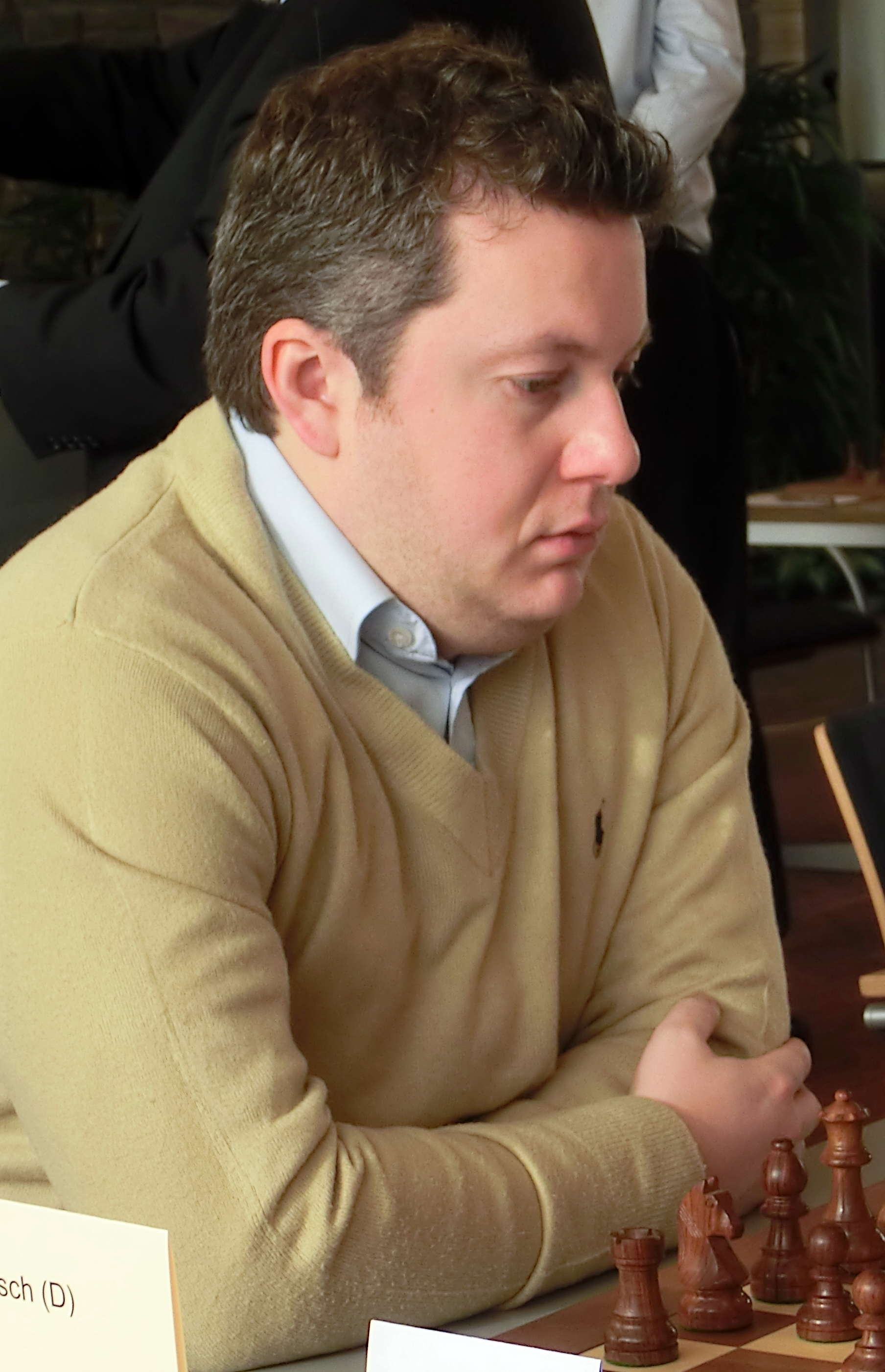
Arkadij Naiditsch nel 2014

A questa edizione hanno partecipato otto giocatori, tutti tedeschi. I primi due classificati (Arkadij Naiditsch (5 punti) e David Baramidze (4, quanti Daniel Fridman ma con maggior numero di vittorie))  hanno ottenuto l'invito per l'edizione 2015.
| Posizione | Giocatore                       | Elo  | Punteggio | Vittorie | Scontro diretto |
| --------- | ------------------------------- | ---- | --------- | -------- | --------------- |
| 1         | Germania Arkadij Naiditsch      | 2780 | 5         | 4        |                 |
| 2         | Germania David Baramidze        | 2599 | 4         | 2        |                 |
| 3         | Germania Daniel Fridman         | 2633 | 4         | 1        |                 |
| 4         | Germania Liviu-Dieter Nisipeanu | 2672 | 3½        | 2        | 1               |
| 5         | Germania Matthias Blübaum       | 2521 | 3½        | 2        | 0               |
| 6         | Germania Georg Meier            | 2652 | 3½        | 1        |                 |
| 7         | Germania Dennis Wagner          | 2499 | 2½        | 1        |                 |
| 8         | Germania Philipp Schlosser      | 2582 | 2         | 0        |                 |

### 2015

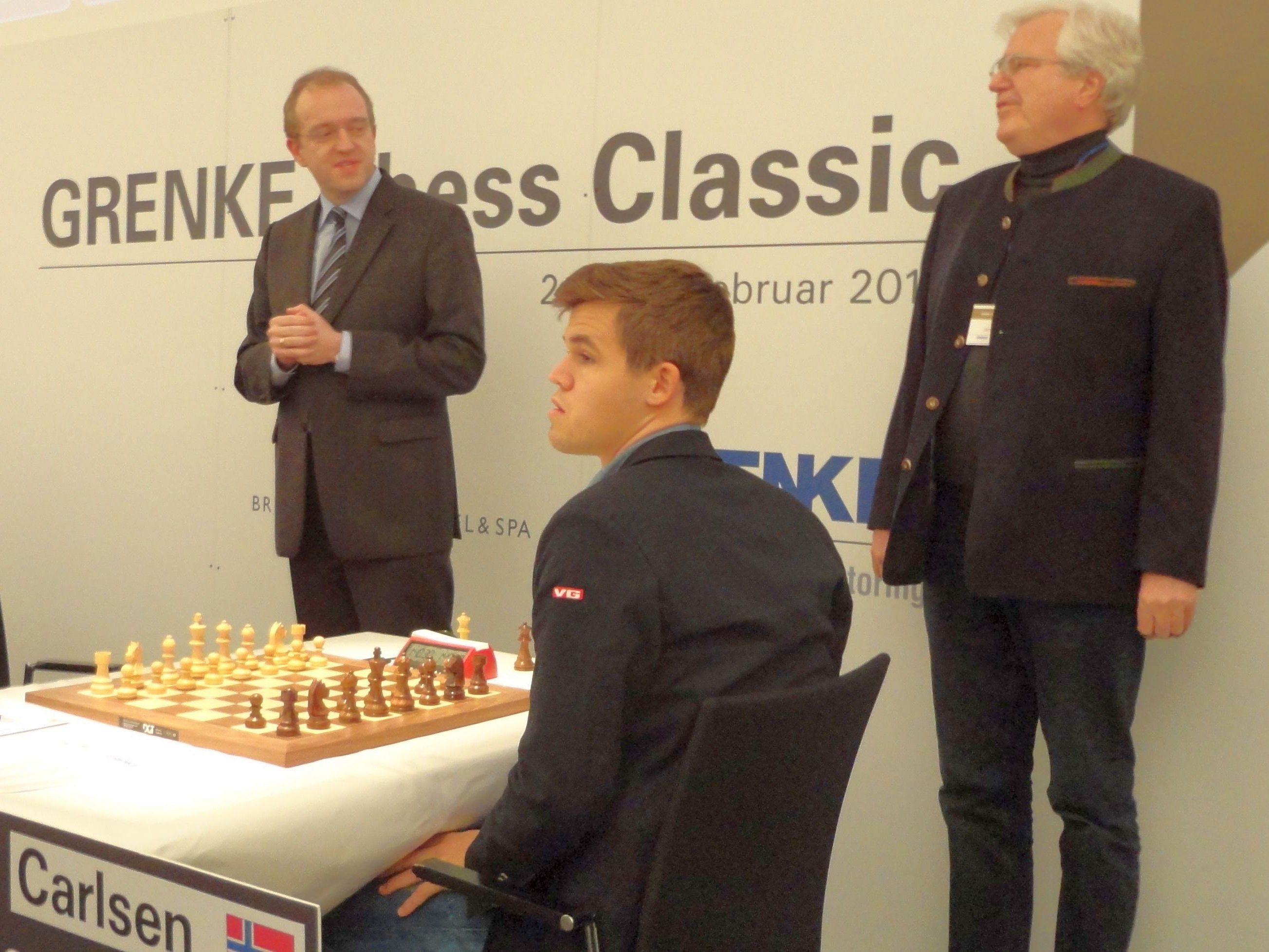
Magnus Carlsen durante l'edizione 2015

Magnus Carlsen si è imposto dopo cinque partite di tiebreak su Arkadij Naiditsch (entrambi avevano raggiunto 4 punti 1/2). A questa edizione hanno partecipato 8 giocatori, tra gli altri Fabiano Caruana, Viswanathan Anand e Lewon Aronyan.
| Posizione | Giocatore                  | Elo  | 1 | 2 | 3 | 4 | 5 | 6 | 7 | 8 | Punteggio | Vittorie |
| --------- | -------------------------- | ---- | - | - | - | - | - | - | - | - | --------- | -------- |
| 1         | Norvegia Magnus Carlsen    | 2865 | * | 0 | 1 | ½ | ½ | ½ | 1 | 1 | 4½        | 3        |
| 2         | Germania Arkadij Naiditsch | 2706 | 1 | * | ½ | ½ | ½ | ½ | ½ | 1 | 4½        | 2        |
| 3         | Inghilterra Michael Adams  | 2738 | 0 | ½ | * | ½ | ½ | ½ | 1 | 1 | 4         | 2        |
| 4         | Italia Fabiano Caruana     | 2811 | ½ | ½ | ½ | * | 1 | ½ | ½ | ½ | 4         | 1        |
| 5         | Armenia Lewon Aronyan      | 2777 | ½ | ½ | ½ | 0 | * | ½ | 1 | ½ | 3½        | 1        |
| 6         | Francia Étienne Bacrot     | 2711 | ½ | ½ | ½ | ½ | ½ | * | ½ | ½ | 3½        | 0        |
| 7         | India Viswanathan Anand    | 2797 | 0 | ½ | 0 | ½ | 0 | ½ | * | 1 | 2½        | 1        |
| 8         | Germania David Baramidze   | 2594 | 0 | 0 | 0 | ½ | ½ | ½ | 0 | * | 1½        | 0        |

### 2016
L'evento non è svolto.

### 2017

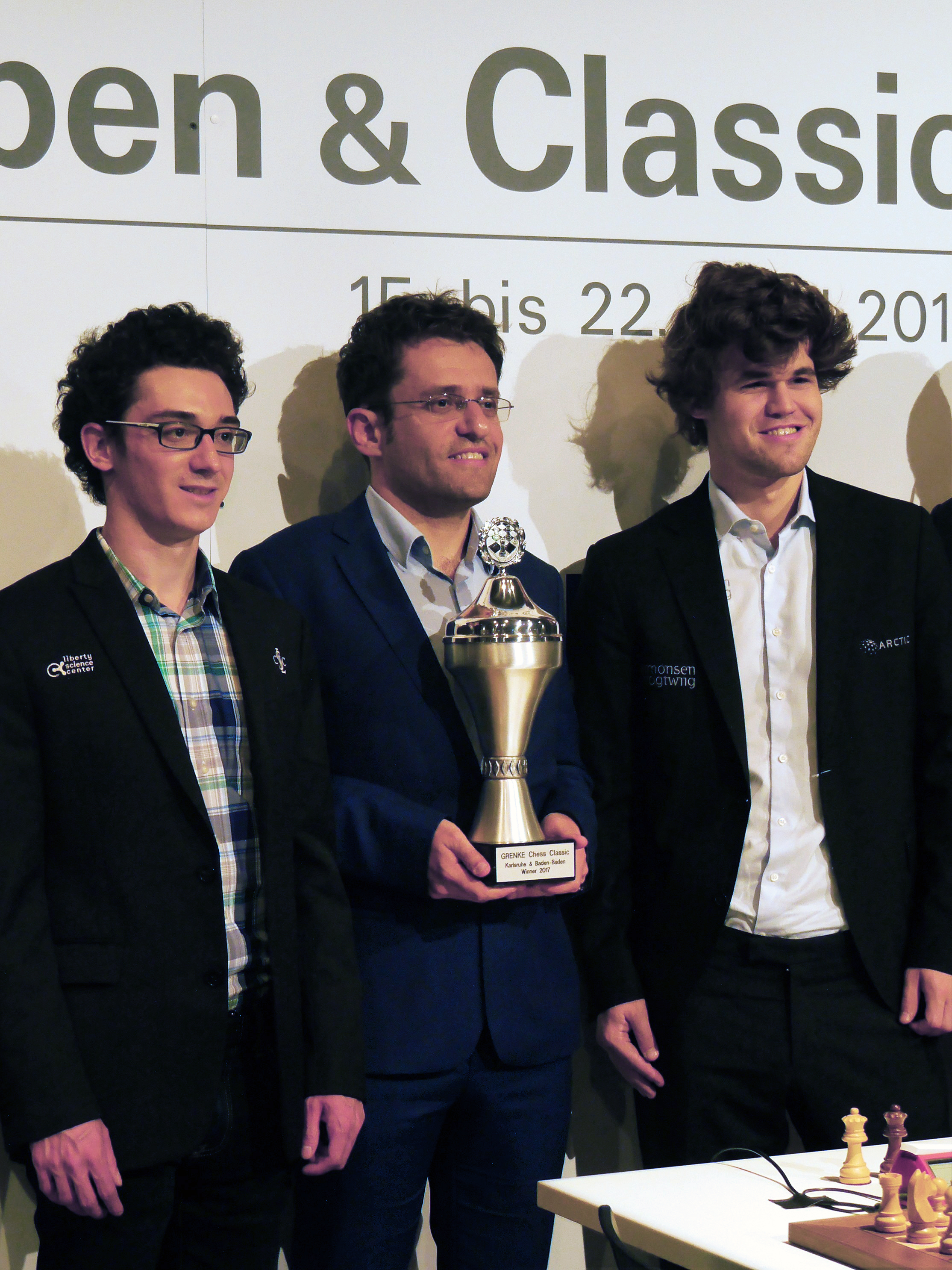
Premiazione dell'edizione 2017: Fabiano Caruana (2°), Lewon Aronyan (1°) e Magnus Carlsen (3°)

Lewon Aronyan ha chiuso al primo posto con 5 punti e 1/2 su 7 davanti a Fabiano Caruana e Magnus Carlsen, entrambi a 4 punti ma con maggior numero di vittorie per l'italoamericano. A questa edizione hanno partecipato 8 giocatori. Per la prima volta il torneo è stato diviso tra Karlsruhe e Baden-Baden
| Posizione | Giocatore                      | Elo  | 1 | 2 | 3 | 4 | 5 | 6 | 7 | 8 | Punteggio | Vittorie |
| --------- | ------------------------------ | ---- | - | - | - | - | - | - | - | - | --------- | -------- |
| 1         | Armenia Lewon Aronyan          | 2774 | * | ½ | ½ | 1 | 1 | 1 | 1 | ½ | 5½        | 4        |
| 2         | Stati Uniti Fabiano Caruana    | 2817 | ½ | * | ½ | 1 | 0 | ½ | ½ | 1 | 4         | 2        |
| 3         | Norvegia Magnus Carlsen        | 2838 | ½ | ½ | * | ½ | ½ | ½ | ½ | 1 | 4         | 1        |
| 4         | Azerbaigian Arkadij Naiditsch  | 2702 | 0 | 0 | ½ | * | ½ | 1 | 1 | ½ | 3½        | 2        |
| 5         | Cina Hou Yifan                 | 2649 | 0 | 1 | ½ | ½ | * | 0 | ½ | 1 | 3½        | 2        |
| 6         | Francia Maxime Vachier-Lagrave | 2803 | 0 | ½ | ½ | 0 | 1 | * | 1 | ½ | 3½        | 2        |
| 7–8       | Germania Matthias Blübaum      | 2634 | 0 | ½ | ½ | 0 | ½ | 0 | * | ½ | 2         | 0        |
| 7–8       | Germania Georg Meier           | 2621 | ½ | 0 | 0 | ½ | 0 | ½ | ½ | * | 2         | 0        |

### 2018
Fabiano Caruana ha vinto l'evento con 6 punti e 1/2 su 9, un punto di vantaggio su Magnus Carlsen, secondo in solitaria a 5 e 1/2.. A questa edizione hanno partecipato 10 giocatori.

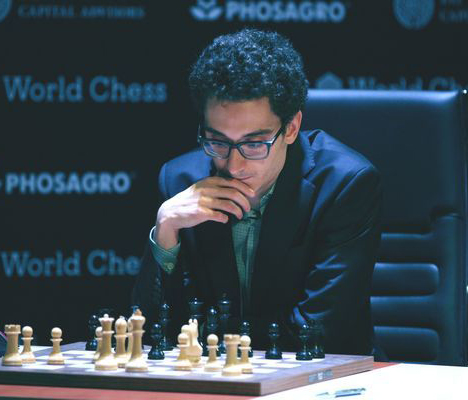
Fabiano Caruana nel 2018 durante il Torneo dei Candidati al Mondiale 2018

| Posizione | Giocatore                      | Elo  | 1 | 2 | 3 | 4 | 5 | 6 | 7 | 8 | 9 | 10 | Punteggio | Vittorie |
| --------- | ------------------------------ | ---- | - | - | - | - | - | - | - | - | - | -- | --------- | -------- |
| 1         | Stati Uniti Fabiano Caruana    | 2784 | * | ½ | 1 | 1 | ½ | ½ | 1 | ½ | ½ | 1  | 6½        | 4        |
| 2         | Norvegia Magnus Carlsen        | 2843 | ½ | * | ½ | ½ | ½ | ½ | 1 | ½ | 1 | ½  | 5½        | 2        |
| 3         | Francia Maxime Vachier-Lagrave | 2793 | 0 | ½ | * | ½ | ½ | ½ | ½ | 1 | 1 | ½  | 5         | 2        |
| 3         | Russia Nikita Vitjugov         | 2732 | 0 | ½ | ½ | * | ½ | 1 | ½ | ½ | ½ | 1  | 5         | 2        |
| 5         | Armenia Lewon Aronyan          | 2797 | ½ | ½ | ½ | ½ | * | ½ | 1 | ½ | ½ | ½  | 5         | 1        |
| 6         | Germania Matthias Blübaum      | 2635 | ½ | ½ | ½ | 0 | ½ | * | ½ | 1 | ½ | ½  | 4½        | 1        |
| 7         | Azerbaigian Arkadij Naiditsch  | 2705 | 0 | 0 | ½ | ½ | 0 | ½ | * | ½ | ½ | 1  | 3½        | 1        |
| 8         | India Viswanathan Anand        | 2779 | ½ | ½ | 0 | ½ | ½ | 0 | ½ | * | ½ | ½  | 3½        | 0        |
| 8         | Cina Hou Yifan                 | 2654 | 0 | 0 | ½ | ½ | ½ | ½ | ½ | ½ | * | ½  | 3½        | 0        |
| 10        | Germania Georg Meier           | 2647 | 0 | ½ | ½ | 0 | ½ | ½ | 0 | ½ | ½ | *  | 3         | 0        |

### 2019
La sesta edizione, nuovamente con dieci partecipanti, è stata vinta da Magnus Carlsen con il punteggio di 7 e 1/2 su 9, che è diventato così il primo giocatore a vincere l'evento due volte. Alle sue spalle Fabiano Caruana con 6 su 9. Il giovane Maestro Internazionale Vincent Keymer è stato invitato, da regolamento, in quanto vincitore del Grenke Chess Open 2018.

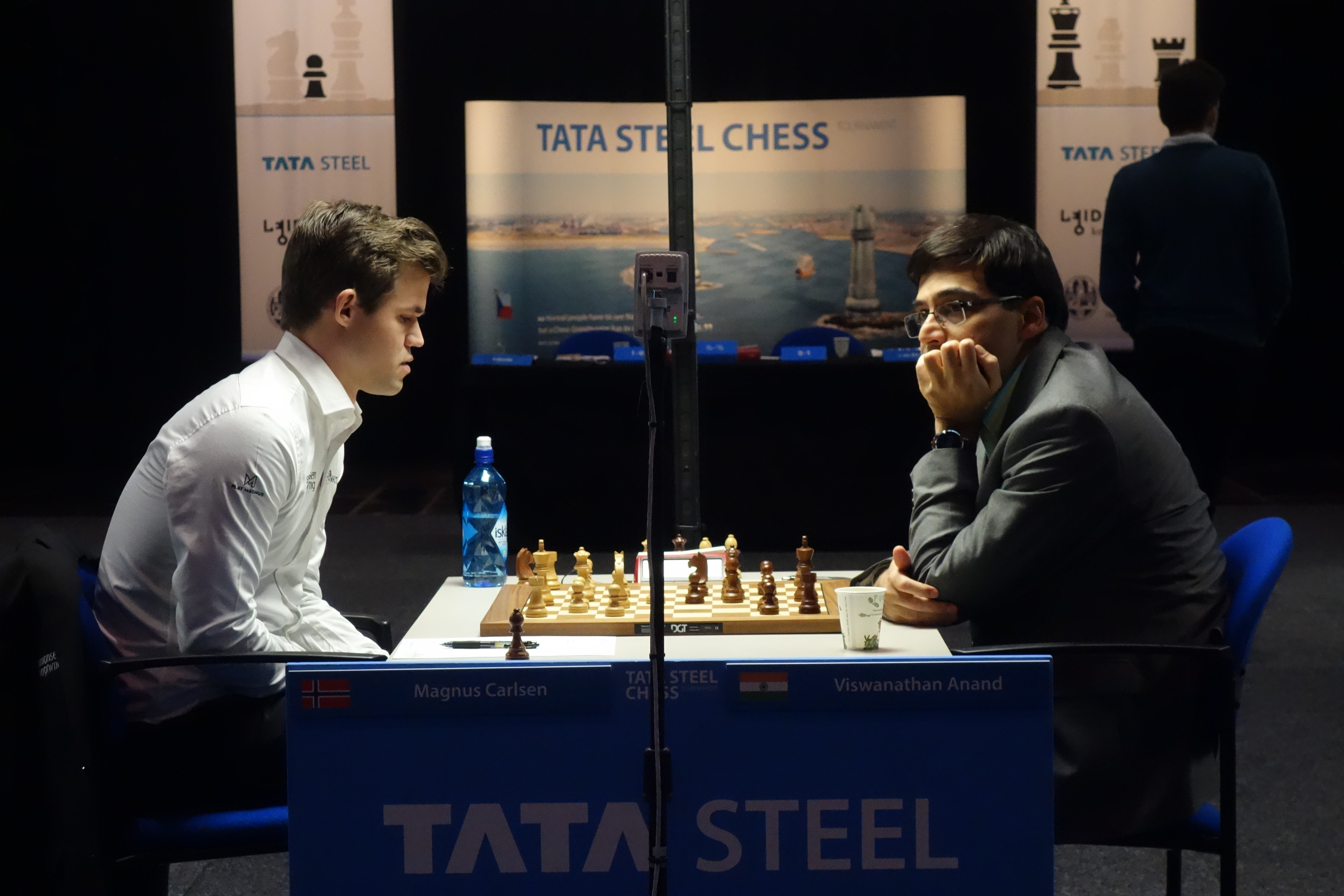
Magnus Carlsen nel 2019 contro Anand nel Torneo di Wijk aan Zee

| Posizione | Giocatore                      | Elo  | 1 | 2 | 3 | 4 | 5 | 6 | 7 | 8 | 9 | 10 | Punteggio | Vittorie |
| --------- | ------------------------------ | ---- | - | - | - | - | - | - | - | - | - | -- | --------- | -------- |
| 1         | Norvegia Magnus Carlsen        | 2845 | * | ½ | ½ | 1 | 1 | ½ | 1 | 1 | 1 | 1  | 7½        | 6        |
| 2         | Stati Uniti Fabiano Caruana    | 2819 | ½ | * | 1 | ½ | ½ | ½ | ½ | ½ | 1 | 1  | 6         | 3        |
| 3         | Azerbaigian Arkadij Naiditsch  | 2695 | ½ | 0 | * | ½ | 0 | 1 | ½ | ½ | 1 | 1  | 5         | 3        |
| 4         | Francia Maxime Vachier-Lagrave | 2773 | 0 | ½ | ½ | * | ½ | ½ | ½ | ½ | 1 | 1  | 5         | 2        |
| 5-6       | Russia Peter Svidler           | 2735 | 0 | ½ | 1 | ½ | * | ½ | 0 | ½ | 1 | ½  | 4½        | 2        |
| 5-6       | India Viswanathan Anand        | 2774 | ½ | ½ | 0 | ½ | ½ | * | ½ | 1 | 0 | 1  | 4½        | 2        |
| 7         | Armenia Lewon Aronyan          | 2763 | 0 | ½ | ½ | ½ | 1 | ½ | * | ½ | ½ | ½  | 4½        | 1        |
| 8         | Spagna Francisco Vallejo Pons  | 2693 | 0 | ½ | ½ | ½ | ½ | 0 | ½ | * | ½ | 1  | 4         | 1        |
| 9         | Germania Georg Meier           | 2628 | 0 | 0 | 0 | 0 | 0 | 1 | ½ | ½ | * | 0  | 2         | 1        |
| 10        | Germania Vincent Keymer        | 2516 | 0 | 0 | 0 | 0 | ½ | 0 | ½ | 0 | 1 | *  | 2         | 1        |

### 2020
L'evento non si è svolto a causa dei problemi derivati dalla Pandemia di COVID-19.